# Julie Dowling
Julie Dowling (ur. 31 stycznia 1969 w Perth) – australijska malarka pochodząca z plemienia Badimaya.

## Życiorys
Urodziła się 31 stycznia 1969 roku w Subiaco, dzielnicy Perth. Ma przodków pochodzących z Europy i Australii. Jej korzenie sięgają plemion Badimaya, Yamatji i Nyoongar; jej praprababkę wywieziono do Anglii, by pokazywać jako egzotyczną ciekawostkę. Sama Dowling identyfikuje się jako członkini plemienia Badimaya, ponieważ wychowała się w kulturze rdzennej Australii.
Dowling jest pierwszą osobą w swojej rodzinie, która zdobyła wyższe wykształcenie. W 1989 roku ukończyła studia na Claremont School of Art, po czym studiowała na Curtin University i Perth Metropolitan TAFE. Jej pierwsza wystawa indywidualna odbyła się w 1995 roku we Fremantle Arts Centre, tego samego roku zdobyła pierwsze rządowe stypendium przyznane przez Australia Council Development. Drugie stypendium otrzymała trzy lata później. Rozgłos zdobyła już pod koniec lat 90. XX w.
W swojej twórczości czerpie z różnorodnych źródeł. Nawiązuje tak do tradycji malarstwa europejskiego oraz ikon, jak i do rdzennej sztuki Australii. Łączy elementy socrealizmu, pop-artu i surrealizmu ze sztuką plemienną, tworząc politycznie nacechowane, postmodernistyczne prace. Tworzy przede wszystkim portrety. W niektórych pracach widać nawiązanie do bohaterskich póz modeli Velázqueza, Ingresa and Goyi, a mimika postaci jest ograniczona jak na renesansowych portretach. Jej twórczość konfrontuje odbiorcę z historią rdzennych mieszkańców Australii. Dla przykładu, cykl Icon to a Stolen Child przypomina historię skradzionych pokoleń. Celowo wykorzystuje kolonialne środki wyrazu, które „dekolonizuje” przedstawiając historię swojego plemienia. Jej prace są kontrą dla dawnych, kolonialnych przedstawień rdzennej ludności służących jako etnograficzny zapis wyglądu plemion, o których uważano, że wkrótce wymrą. Powracającym tematem prac Dowling są członkowie jej rodziny, choć – jak w przypadku portretu praprababki – nie tylko osoby, które poznała osobiście. Dowling postrzega malarstwo jako przedłużenie tradycji oralnych swojej rodziny, często wykorzystując stare zdjęcia rodzinne jako wzory dla obrazów, lub wręcz malując portrety na podstawie rodzinnych opowieści.
Trzykrotnie znalazła się w finale Archibald Prize. W 2000 roku została wyróżniona nagrodą Mandorla Award oraz National Aboriginal and Torres Strait Islander Art Award. W 2002 roku otrzymała tytuł doktora honoris causa na Murdoch University.

## Wystawy

### indywidualne
- 2007: Strange Fruit: Testimony and Memory in Julie Dowling’s portraits, Ian Potter Museum[1]
- 2012: Julie Dowling: Family and Friends, Lawrence Wilson Art Gallery, Perth[7]
- 2017: Julie Dowling: Malga Gurlbarl, Galerie Seippel, Kolonia[8]
- 2017: Yagu Gurlbarl (Big Secret): New Works From Julie Dowling, Geraldton Regional Art Gallery, Geraldton[9]
- 2018:  WA Now: Julie Dowling - Babanyu (Friends for Life), Art Gallery of Western Australia, Perth[6]

### zbiorowe
- 1997: Art Cologne
- 2000: Beyond the Pale: Contemporary Indigenous Art podczas Adelaide Biennial of Australian Art
- 2001: Federation, National Gallery of Australia
- 2002: The Gantner Myer Collection of Contemporary Indigenous Art, Melbourne Museum
- 2003: Places that name us, Ian Potter Museum
- 2007: Culture Warriors, National Gallery of Australia[2]